# Gran Premio d'Austria 2002
Il Gran Premio d'Austria 2002 è stato un Gran Premio di Formula 1 disputato il 12 maggio 2002 sul circuito A1-Ring di Zeltweg. La gara, vinta da Michael Schumacher su Ferrari, fu caratterizzata da un controverso ordine di squadra con il quale la scuderia italiana impose a Rubens Barrichello, in testa sin dal via, di dare strada al compagno di squadra.

## Vigilia

### Aspetti tecnici
La scuderia più attiva dal punto di vista tecnico fu la Sauber, che poté disporre dell'ultima evoluzione del motore Ferrari 050, utilizzato dalla scuderia italiana nelle prime gare della stagione disputate con la Ferrari F2001. La scuderia elvetica portò in pista una nuova carrozzeria, di dimensioni più contenute soprattutto nel posteriore, un nuovo profilo estrattore e delle nuove paratie per l'alettone anteriore. Ferrari, McLaren e Williams utilizzarono delle nuove prese d'aria per i freni anteriori. La Williams introdusse inoltre un nuovo alettone anteriore, caratterizzato da un profilo incurvato, utilizzando per la prima volta in gara il cofano motore impiegato fino a quel momento solo in qualifica e caratterizzato da minori aperture nella parte posteriore.

## Prove libere

### Risultati
Nella prima sessione di prove di venerdì i risultati furono i seguenti:
| Pos | No | Pilota             | Costruttore       | Tempo    |
| --- | -- | ------------------ | ----------------- | -------- |
| 1   | 1  | Michael Schumacher | Ferrari           | 1'11"072 |
| 2   | 2  | Rubens Barrichello | Ferrari           | 1'11"280 |
| 3   | 8  | Felipe Massa       | Sauber - Petronas | 1'12"013 |

Nella seconda sessione di prove di venerdì i risultati furono i seguenti:
| Pos | No | Pilota             | Costruttore    | Tempo    |
| --- | -- | ------------------ | -------------- | -------- |
| 1   | 2  | Rubens Barrichello | Ferrari        | 1'10"549 |
| 2   | 1  | Michael Schumacher | Ferrari        | 1'10"579 |
| 3   | 6  | Juan Pablo Montoya | Williams - BMW | 1'10"613 |

Nella sessione di prove di sabato mattina i risultati furono i seguenti:
| Pos | No | Pilota             | Costruttore    | Tempo    |
| --- | -- | ------------------ | -------------- | -------- |
| 1   | 1  | Michael Schumacher | Ferrari        | 1'08"433 |
| 2   | 2  | Rubens Barrichello | Ferrari        | 1'09"146 |
| 3   | 5  | Ralf Schumacher    | Williams - BMW | 1'09"216 |

## Qualifiche

### Resoconto
Barrichello dominò le qualifiche, facendo segnare i migliori tempi in tutti i settori della pista e staccando di quasi tre decimi il secondo classificato, Ralf Schumacher. In seconda fila si piazzarono Michael Schumacher e Montoya, entrambi piuttosto distanti dai compagni di squadra. Il pilota tedesco, meno veloce di Barrichello per tutta la sessione, fu anche rallentato dal traffico e dalla bandiera rossa esposta per la rottura del motore sulla vettura di Trulli. In terza e quarta fila si piazzarono le due Sauber e le due McLaren, con Heidfeld davanti a Räikkönen, Massa e Coulthard. La quinta fila fu occupata da Panis (nettamente più veloce del compagno di squadra, solo diciassettesimo) e Salo, mentre la sesta fu appannaggio delle due Arrows di Frentzen e Bernoldi.
Le Renault pagarono la scarsa potenza del proprio motore, relegando Button e Trulli nella seconda metà dello schieramento. Risultarono in difficoltà anche le Jaguar, con de la Rosa e Irvine in penultima fila, davanti solo alle Minardi di Webber e Yoong.

### Risultati
| Pos | No | Pilota                | Costruttore        | Pneumatici | Tempo    | Distacco |
| --- | -- | --------------------- | ------------------ | ---------- | -------- | -------- |
| 1   | 2  | Rubens Barrichello    | Ferrari            | B          | 1'08"082 |          |
| 2   | 5  | Ralf Schumacher       | Williams - BMW     | M          | 1'08"364 | +0"282   |
| 3   | 1  | Michael Schumacher    | Ferrari            | B          | 1'08"704 | +0"622   |
| 4   | 6  | Juan Pablo Montoya    | Williams - BMW     | M          | 1'09"118 | +1"036   |
| 5   | 7  | Nick Heidfeld         | Sauber - Petronas  | B          | 1'09"129 | +1"047   |
| 6   | 4  | Kimi Räikkönen        | McLaren - Mercedes | M          | 1'09"154 | +1"072   |
| 7   | 8  | Felipe Massa          | Sauber - Petronas  | B          | 1'09"228 | +1"146   |
| 8   | 3  | David Coulthard       | McLaren - Mercedes | M          | 1'09"335 | +1"273   |
| 9   | 12 | Olivier Panis         | BAR - Honda        | B          | 1'09"561 | +1"479   |
| 10  | 24 | Mika Salo             | Toyota             | M          | 1'09"661 | +1"579   |
| 11  | 20 | Heinz-Harald Frentzen | Arrows - Cosworth  | B          | 1'09"671 | +1"589   |
| 12  | 21 | Enrique Bernoldi      | Arrows - Cosworth  | B          | 1'09"723 | +1"641   |
| 13  | 15 | Jenson Button         | Renault            | M          | 1'09"780 | +1"698   |
| 14  | 25 | Allan McNish          | Toyota             | M          | 1'09"818 | +1"736   |
| 15  | 9  | Giancarlo Fisichella  | Jordan - Honda     | B          | 1'09"901 | +1"819   |
| 16  | 14 | Jarno Trulli          | Renault            | M          | 1'09"980 | +1"898   |
| 17  | 11 | Jacques Villeneuve    | BAR - Honda        | B          | 1'10"051 | +1"969   |
| 18  | 10 | Takuma Satō           | Jordan - Honda     | B          | 1'10"058 | +1"976   |
| 19  | 17 | Pedro de la Rosa      | Jaguar - Ford      | M          | 1'10"533 | +2"451   |
| 20  | 16 | Eddie Irvine          | Jaguar - Ford      | M          | 1'10"741 | +2"659   |
| 21  | 23 | Mark Webber           | Minardi - Asiatech | M          | 1'11"388 | +3"306   |
| 22  | 22 | Alex Yoong            | Minardi - Asiatech | M          | 1'12"336 | +4"254   |

## Warm up

### Risultati
Nel warm up di domenica mattina i migliori tempi furono i seguenti:
| Pos | No | Pilota             | Costruttore       | Tempo    |
| --- | -- | ------------------ | ----------------- | -------- |
| 1   | 2  | Rubens Barrichello | Ferrari           | 1'10"876 |
| 2   | 1  | Michael Schumacher | Ferrari           | 1'10"895 |
| 3   | 8  | Felipe Massa       | Sauber - Petronas | 1'11"512 |

## Gara

### Resoconto

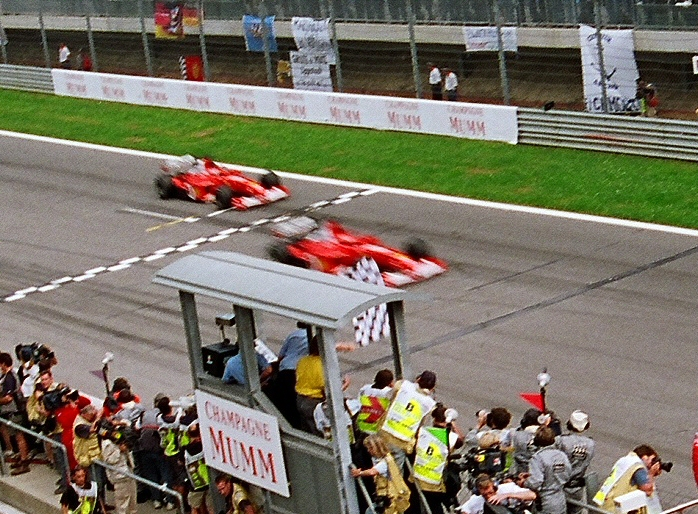
Il controverso arrivo al traguardo delle due Ferrari.

Alla partenza Barrichello mantenne la testa della corsa, mentre Michael Schumacher e Heidfeld superarono le due Williams, portandosi in seconda e terza posizione davanti a Ralf Schumacher e Juan Pablo Montoya. Il tedesco della Sauber commise, però, un errore nel corso del secondo giro, tornando in quinta posizione. Più indietro Bernoldi tamponò il compagno di squadra Frentzen, ritirandosi poco dopo per i danni subiti nel contatto. Poco dopo il pilota tedesco della Arrows fu colpito con una ruotata da Villeneuve, manovra che costò una penalizzazione al canadese.
Al comando della corsa i piloti della Ferrari mantennero un ritmo inavvicinabile per i rivali, tanto che al decimo giro il distacco tra Barrichello e Ralf Schumacher era già di 17 secondi. Nel frattempo si ritirarono Räikkönen e Massa, rispettivamente per un guasto al motore e per la rottura di una sospensione. Al 23º passaggio Panis si fermò sul rettilineo principale con il motore rotto e la direzione gara fece entrare in pista la safety car per consentire di spostare la vettura del pilota francese. I ferraristi, partiti con una strategia sulle due soste (pensata per accumulare immediatamente un grande vantaggio sugli inseguitori), ne approfittarono per rientrare insieme ai box. Barrichello conservò la prima posizione, mentre Michael Schumacher ne perse solo una a favore del fratello Ralf. La corsa ripartì al 27º giro, ma alla prima frenata Heidfeld, che non aveva scaldato a sufficienza i freni della sua Sauber, perse il controllo della vettura. La Sauber del tedesco partì in testacoda in piena velocità e travolse la Jordan del doppiato Sato, colpendola sul lato destro all'altezza dell'abitacolo. Nonostante la violenza dell'urto, la centina di sicurezza resistette, cedendo solo nella parte superiore. Questo rese più difficili le operazioni di soccorso al pilota giapponese, che comunque non riportò lesioni.
La gara ripartì solo nove giri più tardi, con Barrichello in testa davanti a Ralf e Michael Schumacher, Montoya, Coulthard, Fisichella e Villeneuve, quest'ultimo autore di una gran rimonta nonostante il drive through di penalità scontato al 24º giro. Poco dopo la ripartenza il pilota canadese superò Fisichella, sopravanzando poi anche Coulthard nel corso della quarantesima tornata. Pochi giri dopo lo scozzese fu superato anche da Fisichella. Al 47º giro Ralf Schumacher si fermò per il pit stop, imitato quattro giri più tardi da Montoya. Al terzo posto venne quindi a trovarsi Villeneuve, costretto però a rallentare man mano per problemi idraulici. Barrichello e Michael Schumacher effettuarono la loro seconda sosta rispettivamente al 61º ed al 62º passaggio, tornando in pista in prima e seconda posizione. Alle loro spalle si trovavano, nell'ordine, Montoya, Ralf Schumacher, Fisichella e Coulthard. Negli ultimi giri, per via di un ordine di squadra già discusso nei giorni precedenti alla gara, Barrichello rallentò, lasciando avvicinare Schumacher e facendolo passare quasi sotto la linea del traguardo.

### Risultati
| Pos      | No | Pilota                | Costruttore        | Pneumatici | Giri | Tempo/Ritiro e posizione al ritiro | Partenza | Punti |
| -------- | -- | --------------------- | ------------------ | ---------- | ---- | ---------------------------------- | -------- | ----- |
| 1        | 1  | Michael Schumacher    | Ferrari            | B          | 71   | 1h33'51"562                        | 3        | 10    |
| 2        | 2  | Rubens Barrichello    | Ferrari            | B          | 71   | +0"182                             | 1        | 6     |
| 3        | 6  | Juan Pablo Montoya    | Williams - BMW     | M          | 71   | +17"730                            | 4        | 4     |
| 4        | 5  | Ralf Schumacher       | Williams - BMW     | M          | 71   | +18"448                            | 2        | 3     |
| 5        | 9  | Giancarlo Fisichella  | Jordan - Honda     | B          | 71   | +49"965                            | 15       | 2     |
| 6        | 3  | David Coulthard       | McLaren - Mercedes | M          | 71   | +50"672                            | 8        | 1     |
| 7        | 15 | Jenson Button         | Renault            | M          | 71   | +51"229                            | 13       |       |
| 8        | 24 | Mika Salo             | Toyota             | M          | 71   | +1'09"425                          | 10       |       |
| 9        | 25 | Allan McNish          | Toyota             | M          | 71   | +1'09"718                          | 14       |       |
| Ritirato | 11 | Jacques Villeneuve    | BAR - Honda        | B          | 70   | Motore (8°)                        | 17       |       |
| 11       | 20 | Heinz-Harald Frentzen | Arrows - Cosworth  | B          | 69   | +2 giri                            | 11       |       |
| 12       | 23 | Mark Webber           | Minardi - Asiatech | M          | 69   | +2 giri                            | 21       |       |
| Ritirato | 14 | Jarno Trulli          | Renault            | M          | 44   | Pressione benzina (8°)             | 16       |       |
| Ritirato | 22 | Alex Yoong            | Minardi - Asiatech | M          | 42   | Impianto idraulico (14°)           | 22       |       |
| Ritirato | 16 | Eddie Irvine          | Jaguar - Ford      | M          | 38   | Impianto idraulico (12°)           | 20       |       |
| Ritirato | 7  | Nick Heidfeld         | Sauber - Petronas  | B          | 27   | Collisione con T.Sato (5°)         | 5        |       |
| Ritirato | 10 | Takuma Satō           | Jordan - Honda     | B          | 27   | Collisione con N.Heidfeld (16°)    | 18       |       |
| Ritirato | 12 | Olivier Panis         | BAR - Honda        | B          | 22   | Motore (13°)                       | 9        |       |
| Ritirato | 8  | Felipe Massa          | Sauber - Petronas  | B          | 7    | Sospensione (19°)                  | 7        |       |
| Ritirato | 4  | Kimi Räikkönen        | McLaren - Mercedes | M          | 5    | Motore (7°)                        | 6        |       |
| Ritirato | 21 | Enrique Bernoldi      | Arrows - Cosworth  | B          | 2    | Collisione con H.H.Frentzen (21°)  | 12       |       |
| Ritirato | 17 | Pedro de la Rosa      | Jaguar - Ford      | M          | 0    | Acceleratore                       | 19       |       |

## Classifiche

### Piloti
| Pos. | Pilota                | Punti |
| ---- | --------------------- | ----- |
| 1    | Michael Schumacher    | 54    |
| 2    | Juan Pablo Montoya    | 27    |
| 3    | Ralf Schumacher       | 23    |
| 4    | Rubens Barrichello    | 12    |
| 5    | David Coulthard       | 10    |
| 6    | Jenson Button         | 8     |
| 7    | Nick Heidfeld         | 5     |
| 8    | Kimi Räikkönen        | 4     |
| 9    | Eddie Irvine          | 3     |
| 9    | Felipe Massa          | 3     |
| 11   | Mark Webber           | 2     |
| 11   | Giancarlo Fisichella  | 2     |
| 11   | Mika Salo             | 2     |
| 14   | Heinz-Harald Frentzen | 1     |

### Costruttori
| Pos. | Team               | Punti |
| ---- | ------------------ | ----- |
| 1    | Ferrari            | 66    |
| 2    | Williams - BMW     | 50    |
| 3    | McLaren - Mercedes | 14    |
| 4    | Renault            | 8     |
| 4    | Sauber - Petronas  | 8     |
| 6    | Jaguar - Ford      | 3     |
| 7    | Minardi - Asiatech | 2     |
| 7    | Jordan - Honda     | 2     |
| 7    | Toyota             | 2     |
| 10   | Arrows - Cosworth  | 1     |

## Polemiche dopo la gara
La manovra dei piloti della Ferrari creò diverse polemiche al termine della gara. Diversi esponenti di rilievo di diverse squadre, tra i quali Norbert Haug e Gerhard Berger, espressero il proprio disappunto per l'ordine di scuderia imposto dal team di Maranello. Anche il pubblico accolse male la manovra, fischiando Michael Schumacher all'arrivo e sul podio; non migliorò la situazione il gesto del tedesco, che fece salire il compagno di squadra sul gradino più alto del podio e gli consegnò personalmente il trofeo del vincitore, infrangendo così la procedura della cerimonia di premiazione. Per i fatti della gara la Ferrari fu convocata davanti al Consiglio Mondiale dalla FIA il 26 giugno 2002. Inizialmente venne proposto di riconoscere l'ordine d'arrivo dei due ferraristi, ma di decurtare 4 dei 10 punti ottenuti da Schumacher ed accreditarli a Barrichello, con il pagamento di una relativa multa a carico della Rossa; alla fine, però, il Cavallino venne sanzionato solo col pagamento di una multa di un milione di dollari, per non aver rispettato le procedure previste durante la cerimonia sul podio. L'ordine di scuderia in sé, pur giudicato deplorevole nel modo in cui era stato messo in atto, non venne considerato punibile dalla FIA ed immutati rimasero i punti ottenuti dai due piloti.